# Changbin
Seo Chang-bin (Hangul: 서창빈; Katakana: ソチャンビン, sinh ngày 11 tháng 8 năm 1999), thường được biết đến với nghệ danh Changbin (Hangul: 창빈; Katakana: チャンビン), là một nam ca sĩ, nhạc sĩ, rapper, dancer người Hàn Quốc. Anh đảm nhiệm vị trí main rapper , giọng ca, vũ công và producer của nhóm nhạc nam Stray Kids do công ty JYP Entertainment thành lập và quản lý. Anh là thành viên thuộc team producer 3RACHA.Changbin được bình chọn là một trong top10 idol rapper có tốc độ rap nhanh nhất Kpop.

## Tiểu sử và sự nghiệp
Changbin sinh ngày 11 tháng 8 năm 1999 tại Yongin, Hàn Quốc. Anh sinh ra trong gia đình gồm bố, mẹ và chị gái. Anh ấy đã tốt nghiệp trường trung học Bora vào ngày 6 tháng 2 năm 2018.
Năm 2016, Changbin chính thức trở thành thực tập sinh của JYP Entertainment. Cuối năm 2016, Changbin cùng hai thành viên Bang Chan (CB97) và Han (J.One) thành lập một nhóm nhạc hip-hop mang tên 3RACHA và hoạt động với nghệ danh SPEARB. Các sản phẩm âm nhạc của unit này đã bắt đầu được đăng tải trên nền tảng SoundCloud vào đầu năm 2017.
Changbin tham gia sản xuất nhạc trong Stray Kids cùng 3RACHA cho đến nay và anh là một trong những nghệ sĩ trẻ tuổi nhất nằm trong top 50 nghệ sĩ sở hữu nhiều bản quyền âm nhạc nhất trên KOMCA tính đến tháng 10 năm 2020.
Cuối năm 2017, Changbin chính thức tham gia chương trình thực tế sống còn Stray Kids được sản xuất bởi JYP Entertainment và Mnet.
Ngày 25 tháng 3 năm 2018, Changbin đã ra mắt cùng Stray Kids với album đầu tay của nhóm 'I AM NOT' cùng đĩa đơn 'District 9'. Anh tiếp tục hoạt động đến nay dưới tư cách là thành viên của nhóm.
Vào tháng 6 năm 2021, Changbin cũng đã ghi danh vào top nghệ sĩ có nhiều bản quyền bài hát với 81 bài hát được đăng kí trên KOMCA

## Hoạt động cá nhân
- Features

I.N - "(막내온탑)" (Maknae On Top) (2021)
- Other releases

"Streetlight" feat.Bang Chan(2020)

"Cypher" (2020)

"We Go" với Han, Bang Chan (2020)

"좋으니까" (Joheunikka) với Felix (2021)

"조각" (Jogak) với Seungmin (2021)

"오늘 밤 나는 불을 켜 (Up All Night)" với Bang Chan, Felix, Seungmin (2021)
"비바람(Snain)" với Felix, Seungmin (2023)

## Danh sách show đã tham gia
- Reality shows
  - Stray Kids (Mnet, 2017)
  - Kingdom: Legendary War (Mnet, 2021)[11]

## Người mẫu tạp chí
| Năm  | Tạp chí            | Số phát hành    | Ghi chú        |
| ---- | ------------------ | --------------- | -------------- |
| 2018 | The Star           | Tháng 5         | Với Stray Kids |
| 2018 | 10+ STAR Korea     | Tháng 5         | Với Stray Kids |
| 2018 | Nylon Korea        | Tháng 10        | Với Stray Kids |
| 2018 | Dazed Korea        | Tháng 11        | Với Stray Kids |
| 2019 | Dazed Korea        | Tháng 2         | Với Stray Kids |
| 2019 | Marie Claire Korea | Tháng 4         | Với Stray Kids |
| 2019 | 1st Look           | Tháng 5         | Với Stray Kids |
| 2019 | Dazed Korea        | Tháng 8         | Với Stray Kids |
| 2019 | MXI x Kwave        | Số 5            | Với Stray Kids |
| 2020 | Nylon guys Japan   | Tháng 2         | Với Stray Kids |
| 2020 | SHEL'TTER Japan    | Tháng 3         | Với Stray Kids |
| 2020 | JJ Japan           | Tháng 4         | Với Stray Kids |
| 2020 | RAY Japan          | Tháng 5         | Với Stray Kids |
| 2020 | Barfout! Japan     | Tháng 6/Vol.297 | Với Stray Kids |
| 2020 | Singles Korea      | Tháng 9         | Với Stray Kids |
| 2020 | Vogue Korea        | Tháng 10        | Với Stray Kids |
| 2020 | CUT Japan          | Tháng 11        | Với Stray Kids |
| 2020 | Mini Japan         | Tháng 12        | Với Stray Kids |
| 2020 | CanCam Japan       | Tháng 12        | Với Stray Kids |
| 2020 | Nikkei Japan       | Tháng 12        | Với Stray Kids |
| 2021 | 1st Look           | Tháng 5         | Với Stray Kids |
| 2021 | W Korea            | Tháng 7         | Với Stray Kids |
| 2021 | Singles Korea      | Tháng 10        | Với Stray Kids |